# Pietro Masturzo
Pietro Masturzo (* 1980 in Neapel) ist ein italienischer Fotograf.
Masturzo studierte zunächst Internationale Beziehungen in seiner Heimatstadt Neapel. Anschließend zog er nach Rom und absolvierte dort ein Studium der Fotografie. Seit 2007 arbeitet er mit Nachrichtenagenturen und führenden italienischen Zeitungen zusammen.
Masturzo besuchte mehrfach den Kaukasus und dokumentierte mit seinen Fotografien den georgisch-russischen Krieg von 2008. Im Frühjahr 2009 war er einer der ersten Fotografen, die vom Erdbeben in den Abruzzen berichteten. Einige Monate darauf hielt er sich anlässlich der Präsidentschaftswahlen im Iran auf. Mit seinen Fotos fing er unter anderem das Alltagsleben in Teheran ein.
Eine Aufnahme von Masturzo wurde zum Pressefoto des Jahres 2009 gekürt. Auf dem Foto sind drei junge Frauen in Teheran zu sehen, die von einem Hausdach aus gegen die Wiederwahl des iranischen Präsidenten Mahmud Ahmadinedschad protestieren. Die Juryvorsitzende Ayperi Karabuda Ecer sagte bei der Preisverleihung in Amsterdam: „Es ist ein sehr intimes Bild (…) Es steht symbolisch dafür, wie man eine Nachricht bereichern und Dinge aus einem anderen Blickwinkel betrachten kann.“